# Ача, Хосе Мария
Хосе Мария Ача (исп. José María de Achá; 8 июля 1810, Кочабамба — 29 января 1868) — боливийский генерал, президент страны в 1861—1864 годах. Тесть писателя Натаниэля Агирре.

## Биография
Участвовал в битвах за Перуанско-боливийскую конфедерацию, а также в заговоре против режима диктатора Мануэля Бельсу (1848—1855). Впоследствии он был назначен на пост министра обороны в правительстве другого диктатора, Хосе Марии Линареса (1857—1861). Будучи на этом посту, он 1861 года возглавил переворот против Линареса. Первоначально он руководил в качестве главы военной хунты, а позже взял власть единолично как председатель революционного правительства.
Сначала Ача имел абсолютную популярность из-за того, что отстранил от власти ненавистный режим Линареса. Он объявил политическую амнистию и легитимизировал свою власть, выиграв выборы 1862 года. Вскоре, впрочем, он также страдал от заговоров и восстаний, горя любого президента Боливии тех времен. Тогда Ача ввел чрезвычайный режим и начал притеснять гражданские права. Окончательно он потерял свою популярность в 1862 году в результате так называемой «Matanzas de Yáñez» (Кровавая купель Яньеса), когда сторонники президента и военного губернатора провинции Ла-Пас Пласидо Яньеса уничтожили десятки оппозиционных деятелей, многие из которых принадлежали к лагерю сторонников Бельсу. Среди убитых был бывший президент Хорхе Кордова. Наконец, недовольство быстро распространилось страной, Ача начал испытывать трудности в управлении делами. Был окончательно отстранен от власти в 1864 году в результате переворота, который возглавил генерал Мариано Мельгарехо.
После нескольких лет, проведенных в изгнании, Ача вернулся в Боливию, где его безопасность была гарантирована режимом генерала Мельгарехо. Тяжело больной президент был прикован к постели в родном городе Кочабамба до самой смерти в 1868 году.